# 加古町・住吉町

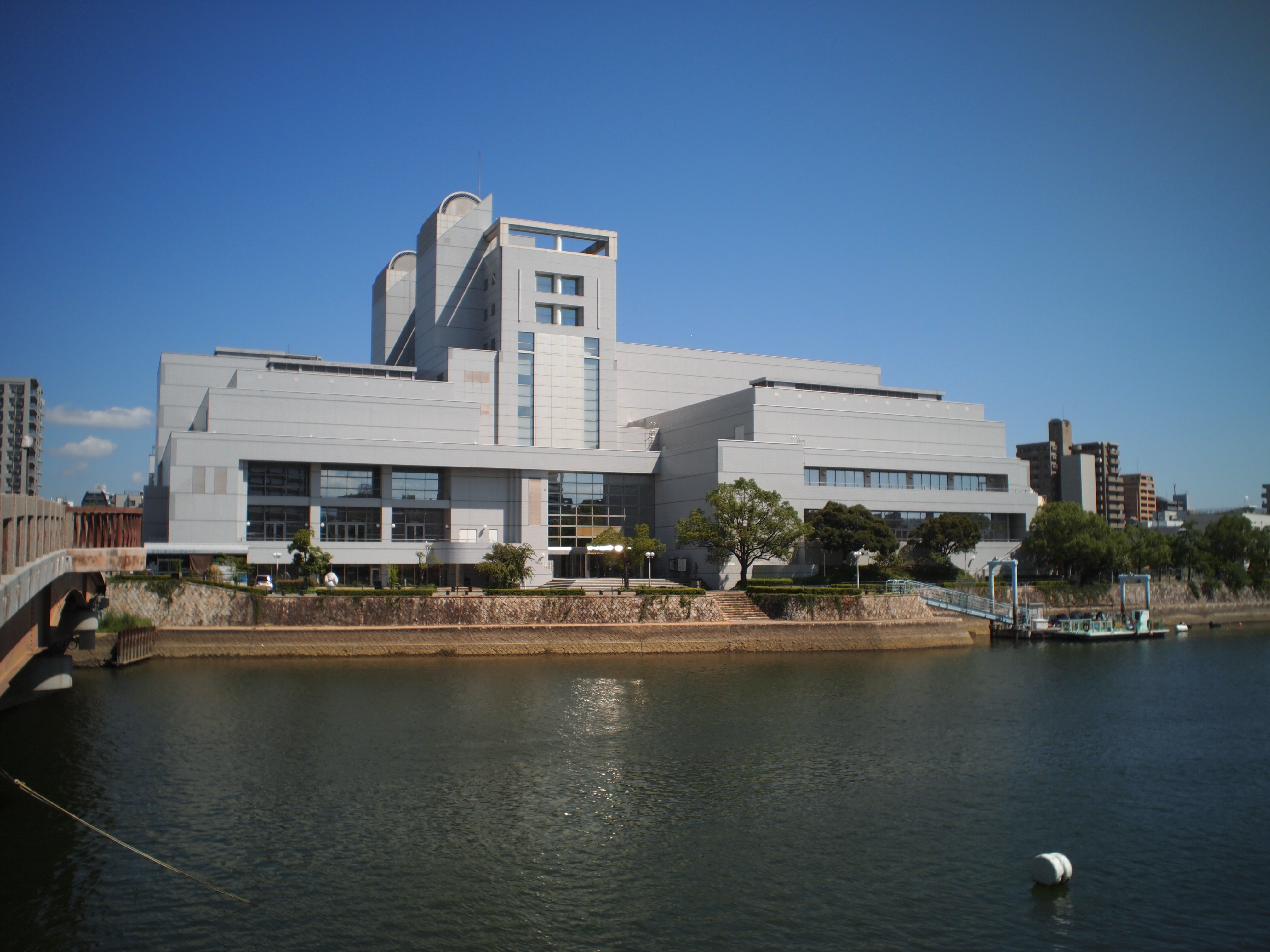
加古町に所在する複合文化施設・アステールプラザ

加古町・住吉町（かこまち・すみよしちょう）は、広島県広島市中区の地区である。
元安川と本川に挟まれたデルタにおいて、北側の加古町、南側の住吉町からなる。加古町の北側で中島町と、住吉町の南で吉島地区と接する。

## 概要と歴史
藩政期

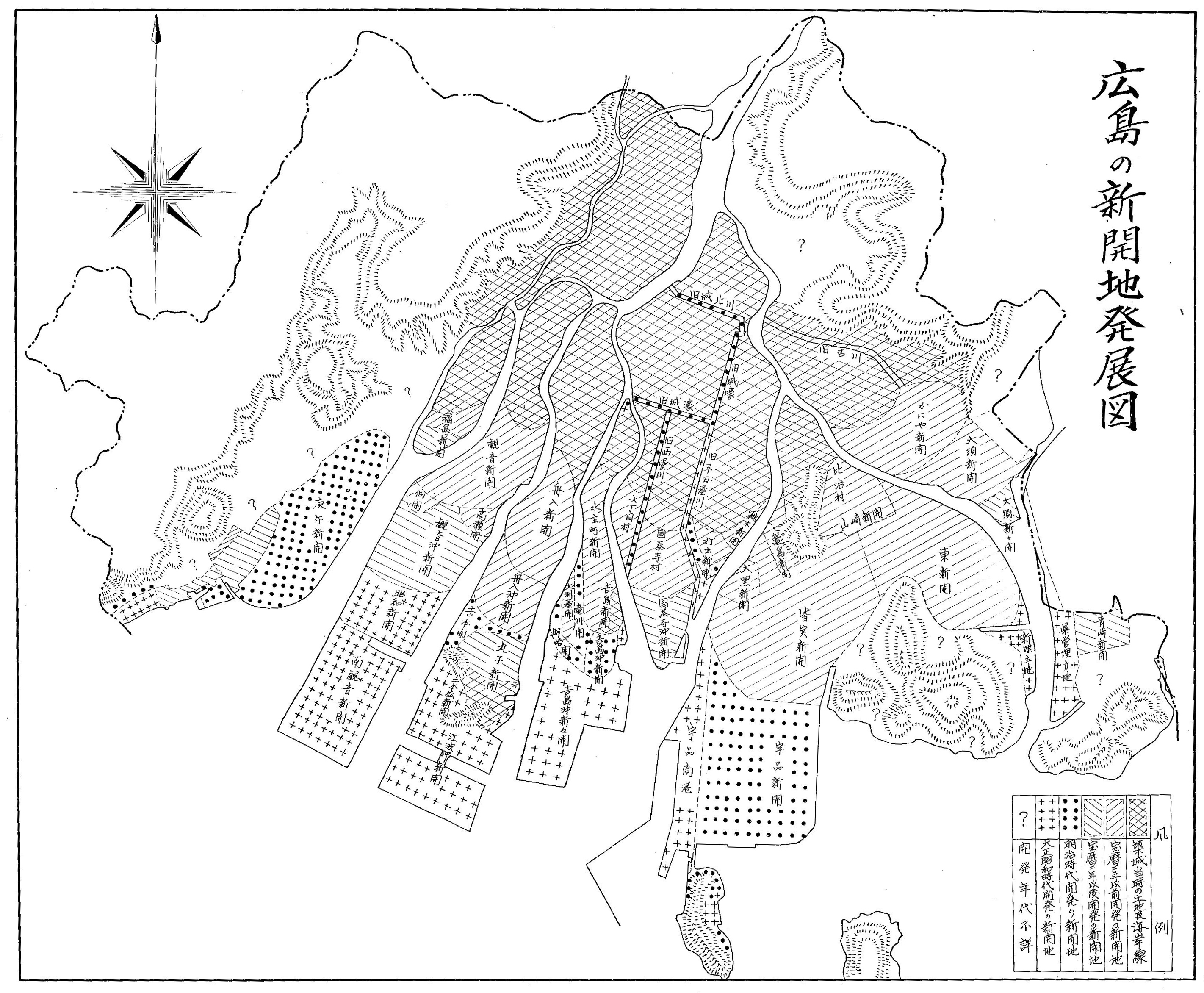
広島の新開地発展図（『概観広島市史』1955年） / 広島築城時に陸地であったのは現在の加古町のごく一部であり、その後藩政期に「水主町新開」が造成されたことが示されている。

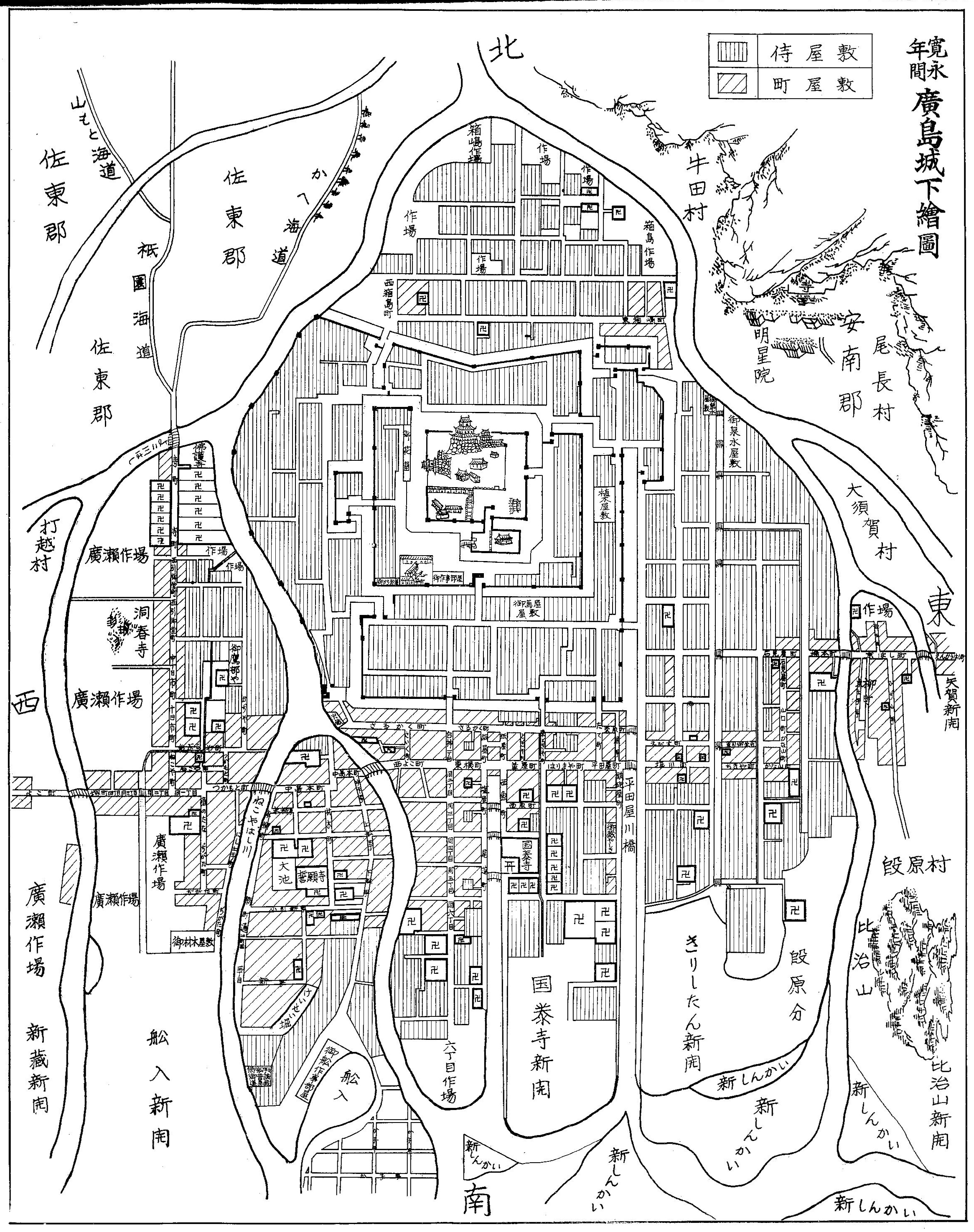
寛永年間（1624年〜1645年）の広島城下の地図 / 図中「舩入」の北に「御舩作事部屋」が所在していたことが示されている。

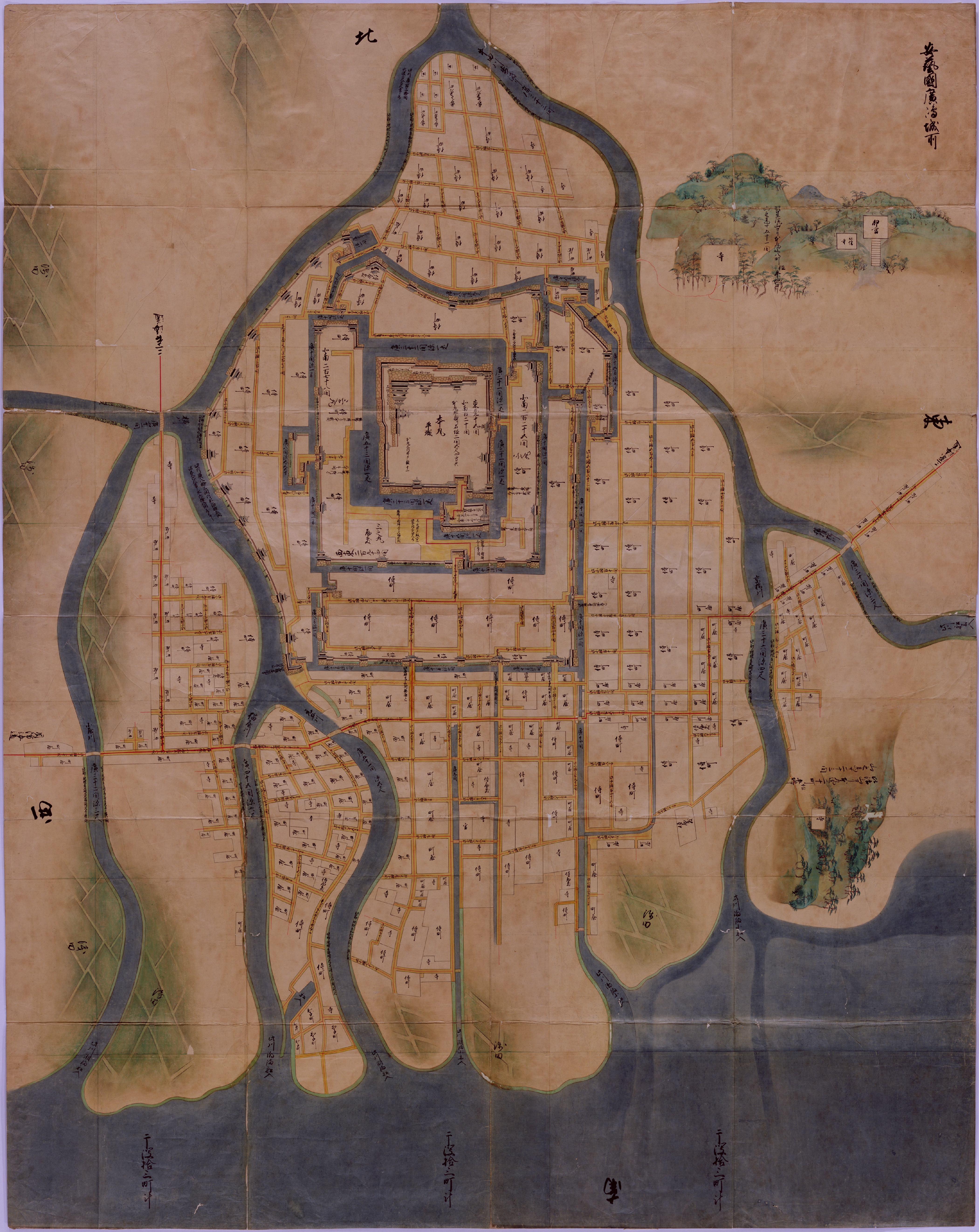
1644年頃の広島城下の地図 / 現在の加古町付近は「加子町」「侍町」とあり、水主や武士が集住する町であったことを示している。

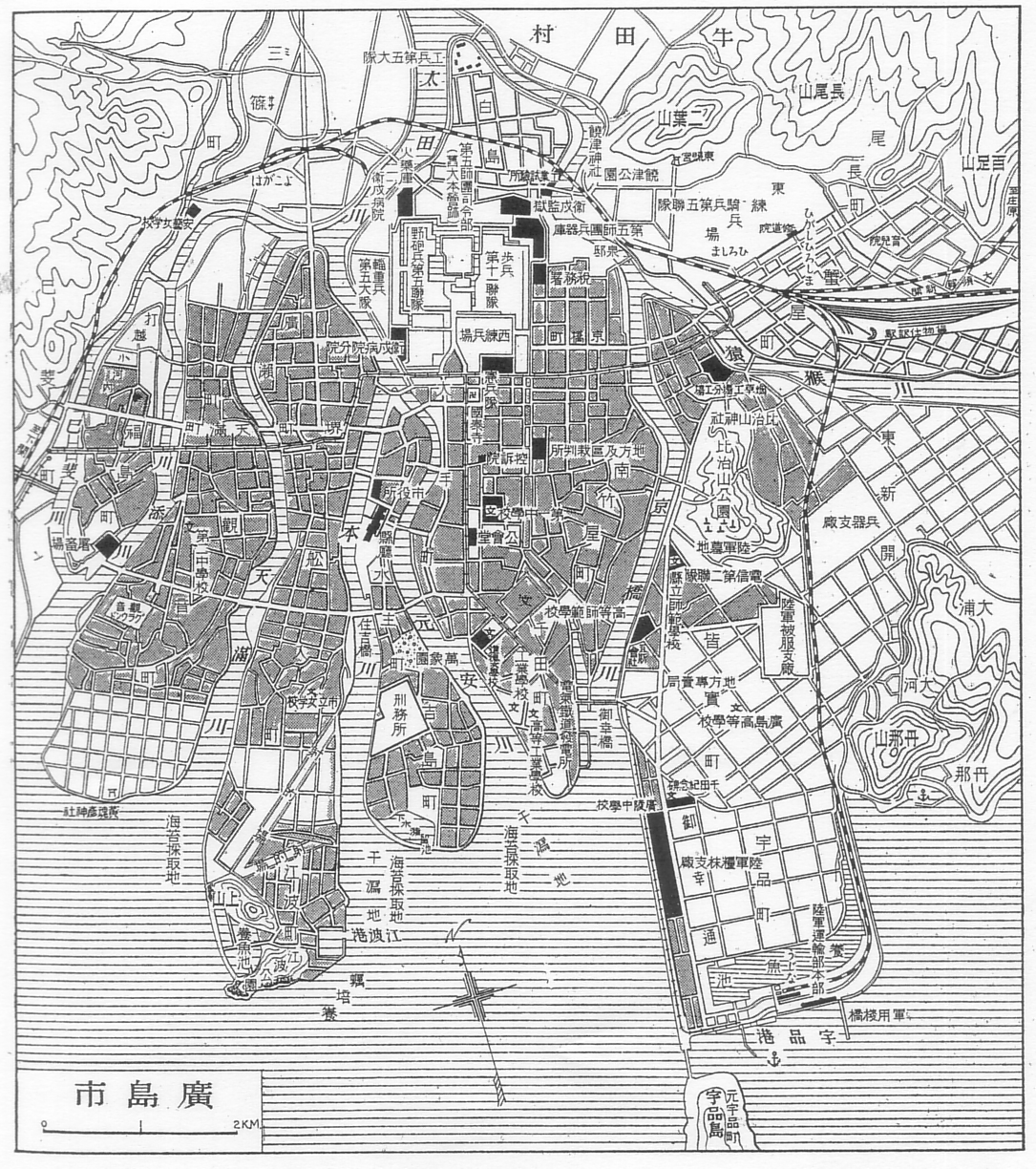
1930年頃の広島市の地図 / 当時、広島県庁が水主町（加古町）に所在していたことが記されている。

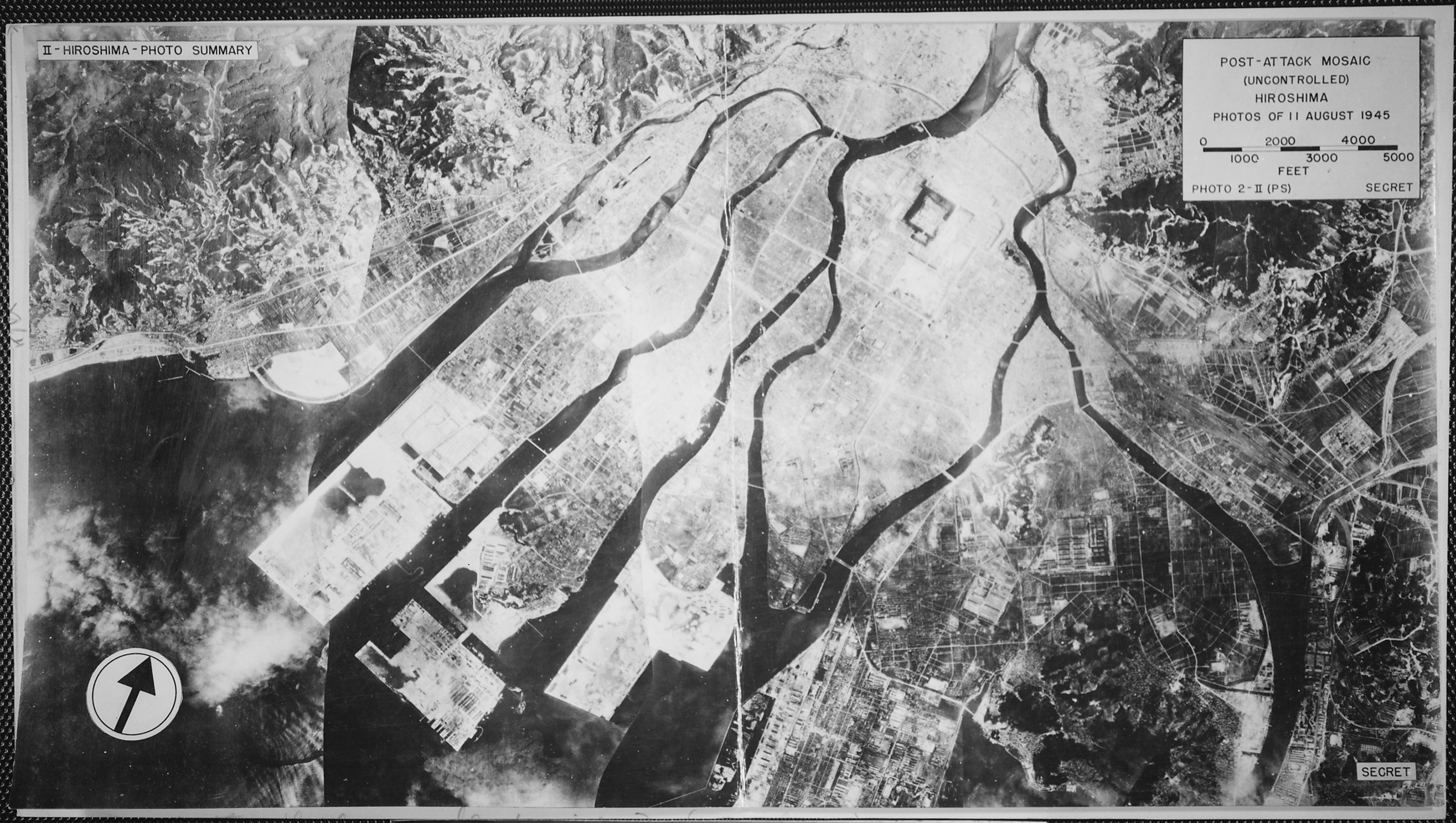
1945年被爆後の広島の航空写真 / 旧水主町の町域一帯が壊滅し白くみえるのがわかる。

この2町は第二次世界大戦後の町名変更まで「水主町」（かこまち）として1つの町にまとめられており、旧町名は広島藩の水軍要員として編成された水夫（水主/かこ）が集住していたことに由来する（加子町とも）。水主町は太田川上流の芸北地域と広島湾を結ぶ水運の分岐点として物資の集散地の位置を占めた町人町・中島組に隣接していたことから、藩の船屋敷・船作事所が設けられた。第7代藩主浅野重晟は別邸として水主町屋敷・与楽園を築いた。
藩政期を通じてこの地区はほぼ全域に町割がしかれて市街地化し、承応年間（17世紀後半）の洪水以降は南に向かって広島湾が埋め立てられ「水主町新開」となり、さらに「吉島新開」（現在の吉島地区）が開かれ「葭島」（吉島）と陸続きとなった。
近代
明治期に入ってこの町には1877年公立広島病院（県立広島病院の前身）が設置、翌78年に広島県庁舎が移転してきた。両者はともに原爆被災までこの町に所在したため、隣の中島新町に一時市役所が置かれていたこともあわせ、戦前期における地方行政の中心地という様相を呈した（また広島監獄（現・広島刑務所）も1888年に吉島に移転するまで水主町に置かれていた）。古い武家町としての歴史と、また多くの役所・公共機関が所在していたことから、この町は戦前の広島では格式ある屋敷町として知られていた。
原爆被災から現在まで
1945年8月6日の原爆投下に際しては爆心地から1km前後という至近距離にあったため、街並みや施設は一瞬のうちに倒壊炎上し、当時約2,100人とされる町民はもちろん、当日水主町での建物疎開作業のため動員されていた中学・高女の生徒からも多数の犠牲者を出した。水主町にあった市長公舎にいた当時の広島市市長粟屋仙吉も即死している。戦後、県庁はかつて陸軍兵器補給廠が存在していた霞町に移転（その後現在地の基町（現・中区）に移転）したためこの町は県政の中枢としての位置を失った（県立病院も宇品地区（現・南区）へと移転）が、政令市移行後に広島厚生年金会館（現・広島市文化交流会館）やアステールプラザなど文化施設が建設され、市民の文化活動の拠点としての役割を果たしている。

## 町名とその由来
1965年4月の町名変更によって旧町名である水主町の北半は加古町（一部は中島町に編入）、南半は住吉町に分割された。
- 加古町 - 旧町名である水主町に由来するが、「かこ」が難読であるため字を変えたといわれる。しかし一部に「水主町」の名を残す店舗などが存在している。
- 住吉町 - 水主町新開に建立された住吉神社に由来する。町域には旧吉島町の一部も含まれる。

## 現在の主要施設

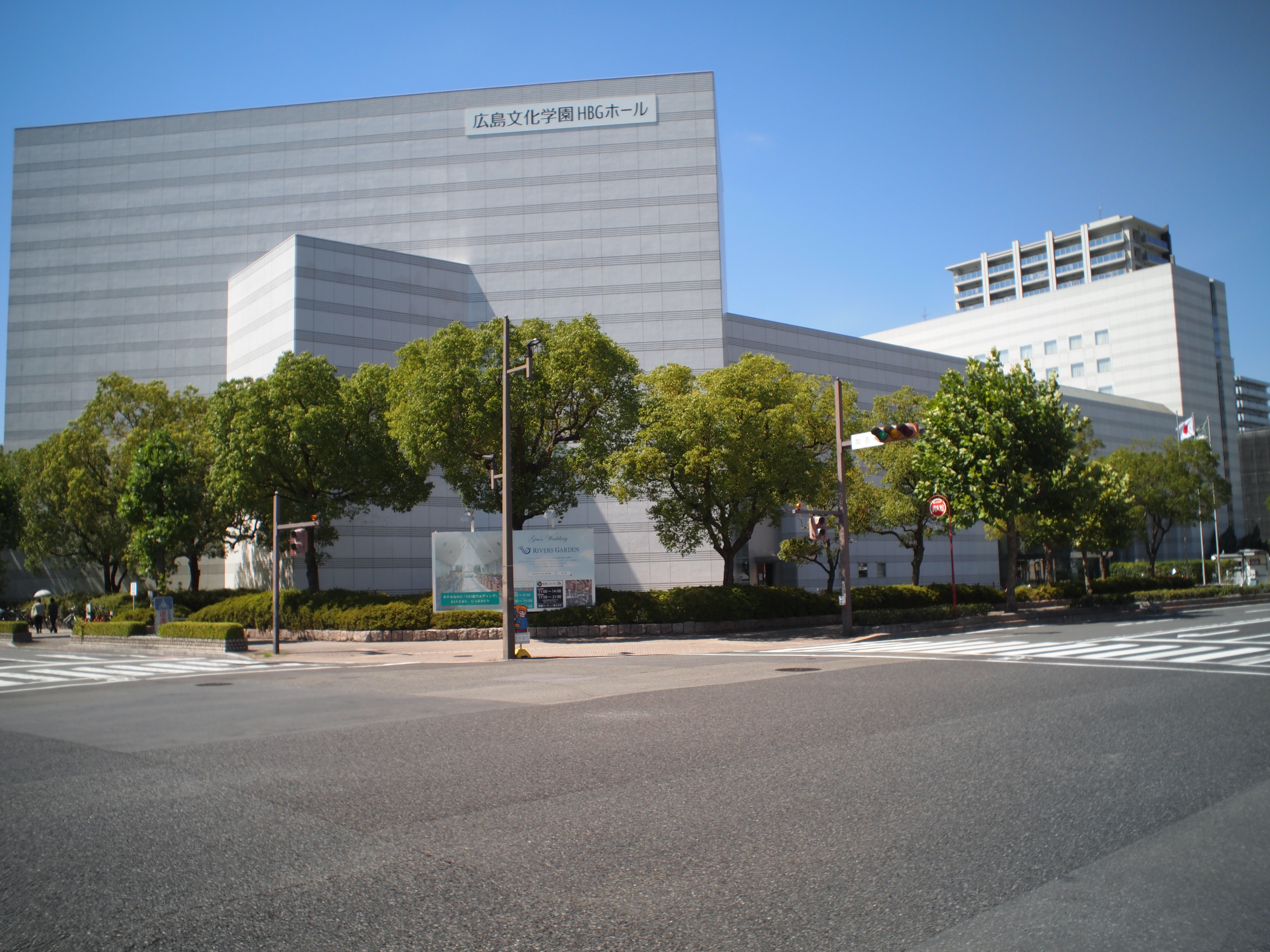
広島市文化交流会館

- 広島市文化交流会館（加古町） - 1985年建設。かつての「広島厚生年金会館」を改称。
- アステールプラザ（加古町） - 広島市文化創造センター、広島市中区民文化センター、国際青年会館、広島市立中区図書館の複合施設。
- 広島市立中島小学校（加古町） - 1897年「中島尋常小学校」として広島県庁敷地の南側に開校（1922年高等科を設置）。「中島国民学校」時代（1941年に改称）に原爆に被災し校舎が壊滅するなど大きな被害を受けるが、戦後焼け跡に復興（1947年現校名に改称）して現在に至る。
- 万代橋（よろずよばし/加古町） - 元安川に架かる橋で、1916年ドイツ人技師によって当時の県庁の西詰に設計され、「県庁橋」とも呼ばれた。原爆被災時には爆心地から880mの距離に位置しており、その際の熱線でこの橋を渡っていた人と荷車、欄干の影がアスファルトに焼きついていた。欄干が吹き抜けになっていたことで倒壊せず、戦後も長く使用されていたが1980年になって現在の橋に架け替えられた。
- 中島神崎橋（加古町） - 1984年架橋。橋名の仮名は「中島橋」であったが西側住民が「神崎橋」と主張して譲らず、折衷的な命名になったと言われる。
- 住吉神社（住吉町） - 1733年の創建で広島藩の船の守護神として信仰された。旧暦6月14日・15日の夏祭（住吉祭）は広島3大祭として知られる。
- 新明治橋（住吉町） - 新国道2号の開通にともない1965年に架橋された。橋名は後出の明治橋にちなむ。
- 新住吉橋（住吉町） - 同上。1966年架橋。橋名は後出の住吉橋にちなむ。
- 明治橋（住吉町） - 1886年新たに架橋。被爆時の橋は1928年鉄筋の橋として架け替えられた。戦後も長く使用されていたが2006年に現在の橋に架け替え。
- 住吉橋（住吉町） - 1910年木造橋として新たに架橋。被爆時の橋は1926年に架け替えられたもので1945年10月の水害で流出、このため1954年に現在の橋に架け替えられた。1910年新築時の「記念灯」が橋の東詰北側に現存する。

## かつて存在していた施設

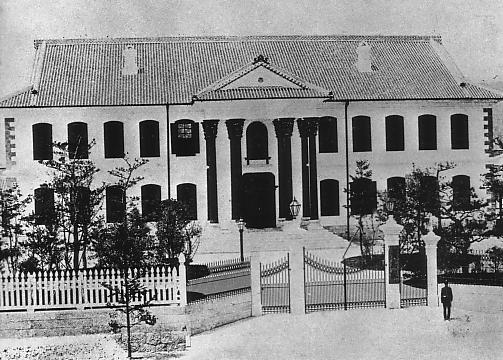
水主町に置かれていたかつての県庁舎（明治時代の撮影）

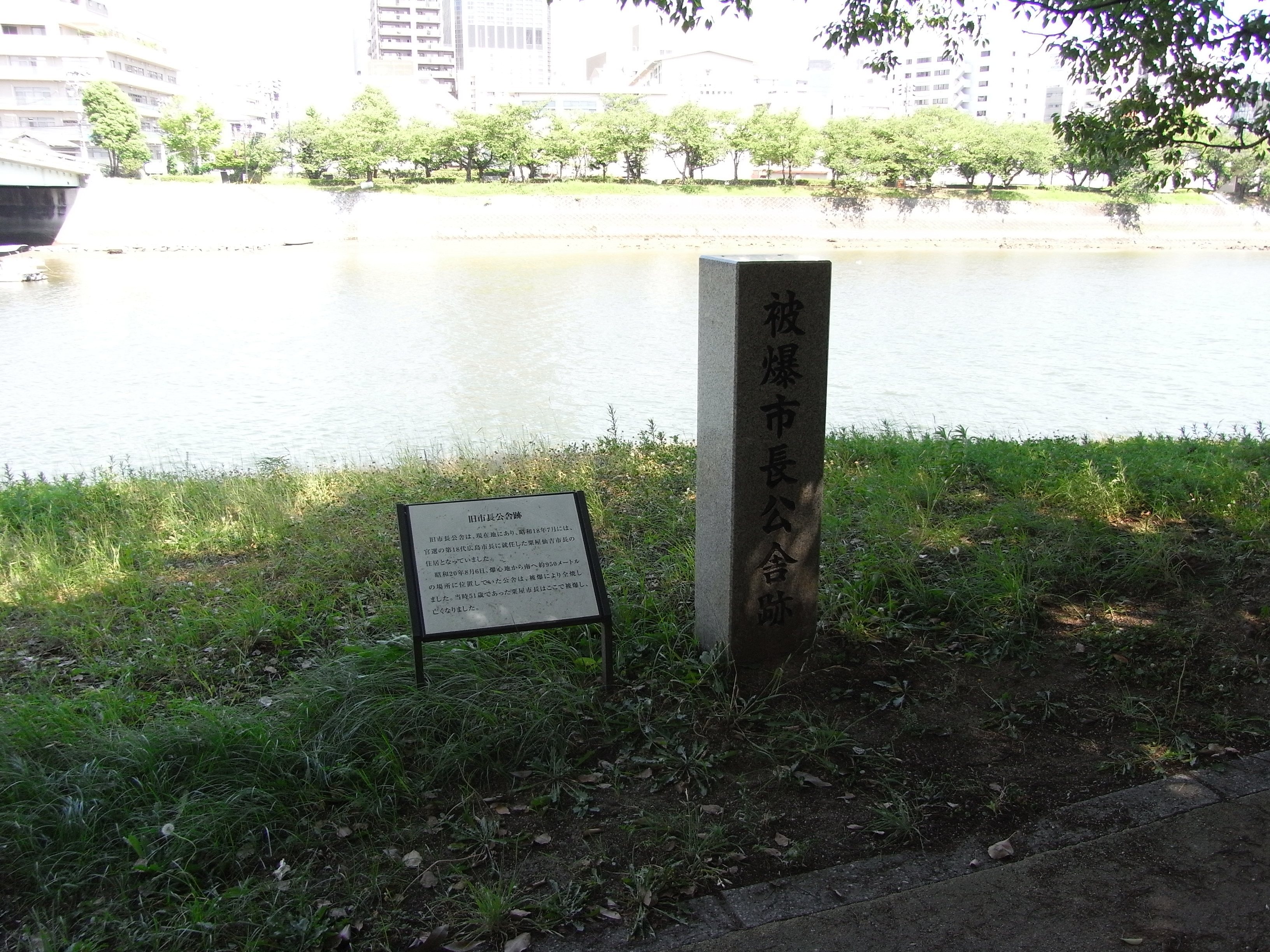
旧市長公舎跡を示す石碑・説明板

- 広島県庁舎（現・加古町） - 1878年4月、水主町の与楽園に隣接する広島藩中屋敷跡地に本庁舎が新築、1945年8月6日原爆で壊滅するまでこの地に存続した。
- 日本銀行広島支店（現・加古町） - 1905年9月、広島出張所として営業開始。1911年6月に支店に改称。1936年9月に袋町へ移転（現・旧日本銀行広島支店）。その後移転し現在は基町にある。
- 広島県立病院（県病院 / 同上） - 1877年県立広島医学校の附属病院として県庁と本川に挟まれた場所に設置され、87年に医学校が廃止されても県立病院はこの地に存続した。1945年2月県立医学専門学校の設立にともないその附属医院となったが、ほどなく8月6日の原爆被災によって壊滅、戦後1948年に日本医療団広島中央病院の施設の移管を受けるかたちで宇品に移転して再建、県立広島病院と改称し現在に至っている。
- 市長公舎（同上） - 1945年8月6日、原爆により全焼全壊し、当時の粟屋仙吉市長は家族とともに被爆死した[1]。現在は万代橋西詰め南側の緑地帯に「被爆市長公舎跡」の碑が建てられている。
- 与楽園（同上） - 19世紀初頭、7代藩主・浅野重晟の別邸として築かれた。現在は跡地にアステールプラザなどが建てられ、「与楽園」の名は中島小学校の理科園の名前として残っている（詳細は広島藩の庭園を参照のこと）。
- 中央卸売市場（同上） - 戦後の1949年に県庁および県立病院の跡地に新設された。その後郊外の草津（西区）及び船越（安芸区）に移転したため跡地には広島厚生年金会館（現・広島市文化交流会館）が建設されている。
- 武徳殿（同上）
- 公設市場（同上）

## 交通

### 鉄道
最寄りの電停として下記のものが町域から徒歩5～10分程度
- 広島電鉄宇品線
  - 市役所前電停、鷹野橋電停
- 広島電鉄江波線
  - 舟入本町電停

### 道路
- 広島市道中島吉島線（吉島通り）
- 国道2号（新広島バイパス）

### バス
加古町・住吉町エリアには吉島通り沿いに広島バスのバス停（加古町・中島小学校前・住吉町）、国道2号（新広島バイパス）沿いに広電バスの加古町バス停がある。
住吉町 - 中島小学校前 - 加古町 バス停（広島バス、吉島通り沿い北行き 平和記念公園方面）
- 24号（吉島線） 紙屋町・広島駅方面

加古町 - 中島小学校前 - 住吉町 バス停（広島バス、吉島通り沿い南行き 吉島町方面）
- 24号（吉島線） 吉島2丁目・吉島営業所方面

加古町 バス停（広電バス、国道2号沿い西行き 舟入本町方面）
- 3号線 観音新町三丁目・マリーナホップ方面
- 6号線 舟入南・江波営業所方面
- 54,55号 西広島バイパス線 観音本町・西広島バイパス方面

加古町 バス停（広電バス、国道2号沿い東行き 市役所前方面）
- 3号線 紙屋町・広島駅方面
- 6号線 紙屋町・合同庁舎入口方面
- 54,55号線 市役所前経由 紙屋町・広島バスセンター方面

昼間時間帯における1時間あたりの運行本数は、24号線が6本（土日祝は4-5本）、3号線が6本、6号線が4本前後。

## 出身・ゆかりのある人物
- 伊藤貞次（広島市長、広島商工会議所顧問） - 住所が広島市水主町[4]。

## 関連資料
- 早稲田大学紳士録刊行会編『早稲田大学紳士録 昭和15年版』早稲田大学紳士録刊行会、1939年。

- 『広島県の地名』（日本歴史地名大系 第35巻） 平凡社、1982年
- 『角川日本地名大辞典 第34巻：広島県』 角川書店、1987年　ISBN 4040013409
- 有元正雄ほか 『広島県の百年』 山川出版社、1983年　ISBN 4634273403